# Електронен бизнес
Електронният бизнес е термин, използван за описване на бизнес процеси, основаващи се на информационните технологии, особено на широкото използване на Интернет.
Електронният бизнес е набор от методологии и инструменти, които позволяват на служителя и клиента на организацията да познават и работят с организацията в компютърните комуникации. Концепцията е създадена от председателя на IBM Лу Герстнер. В рамките на е-бизнес са включени информационни системи като CRM, ERP, управление на знания, организационен портал и др. Колкото по-интегрирани са тези информационни системи, толкова повече възможности организацията предлага на своите клиенти и служители. По-значими доставчици на е-бизнес инструменти са Oracle и SAP. Microsoft, BEA и IBM са други играчи в тази област.
Онлайн бизнесът или електронният бизнес (е-бизнес) е всякакъв вид бизнес или търговска трансакция, която включва обмен на информация в интернет. Търговията представлява обмен на продукти и услуги между предприятия, групи и физически лица, и може да се разглежда като една от основните дейности на всеки бизнес. Електронната търговия се фокусира върху използването на информационни и комуникационни технологии, за да се даде възможност за дигитални дейности и взаимоотношения на с отделни лица, групи и други предприятия, докато електронният бизнес се отнася до стопанска или търговска дейност с помощта на интернет.
Електронният бизнес се различава от електронната търговия, тъй като не се занимава само с онлайн трансакциите за покупко-продажба на продукт и/или услуга, но също така дава възможност за провеждане на бизнес процеси (входяща/изходяща логистика, производство и операции, маркетинг и продажби, обслужване на клиенти) чрез вътрешни или външни мрежи. Терминът „електронен бизнес“ е създаден от екипа по маркетинг и интернет на IBM. през 1996 г.

## История
Един от основополагащите стълбове на електронния бизнес е разработването на електронния обмен на данни (Electronic Data Interchange – EDI). Тази система заменя традиционното изпращане на документи по пощата и по факс, с цифрово прехвърляне на данни от един компютър на друг, без човешка намеса.
Майкъл Олдрич се счита за разработчик на предшественика на онлайн пазаруването. През 1979 г. предприемачът свързва телевизионен приемник с компютър за обработка на трансакции, с телефонна линия, и го нарича „телешопинг“, което означава пазаруване от разстояние.
От средата на 1990-те години е постигнат значителен напредък в търговското използване на интернет. Amazon, който стартира през 1995 г., започва като онлайн книжарница и се разраства, за да се превърне в една от най-големите платформи за онлайн търговия на дребно в света, като продава храни, играчки, електроника, облекло и др. Други успешни примери за онлайн пазари са eBay или Etsy.
През 1994 г. IBM, заедно със своята агенция Ogilvy & Mather, започва да използва основата си в областта на ИТ решенията и експертния си опит, за да се рекламира като лидер в извършването на бизнес в интернет чрез термина „електронен бизнес“. След като провежда пазарни проучвания в цял свят, през октомври 1997 г. IBM започва с материал от осем страници в „Уолстрийт Джърнъл“, който представя концепцията за „електронен бизнес“ и рекламира опита на IBM в новата област[6]. IBM решава да не регистрира търговската марка на термина „електронен бизнес“ с надеждата, че други компании ще използват термина и ще създадат изцяло нова индустрия.
Това обаче се оказва твърде успешно и до 2000 г., за да се разграничи. IBM стартира кампания на стойност 300 млн. долара за своите възможности за „инфраструктура за електронен бизнес“. Оттогава насам термините „електронен бизнес“ и „електронна търговия“ са свободно взаимозаменяеми и са станали част от общоприетия език.

## Бизнес модел
Трансформацията към електронен бизнес е сложна и за да бъде успешна, е необходимо да се намери баланс между стратегия, адаптиран бизнес модел (електронен посредник, пазари), правилни процеси (продажби, маркетинг) и технологии (управление на веригата на доставки, управление на взаимоотношенията с клиентите).
Когато организациите преминат към онлайн търговия, те трябва да решат кои модели на електронен бизнес отговарят най-добре на техните цели. Бизнес моделът се определя като организация на потоците от продукти, услуги и информация, както и като източник на приходи и ползи за доставчиците и клиентите. Концепцията за модела на електронния бизнес е същата, но се използва при онлайн присъствието.

### Модел на приходите
Ключов компонент на бизнес модела е моделът на приходите или моделът на печалбата, който представлява рамка за генериране на приходи. Той определя кой източник на приходи да се цели, каква стойност да се предлага, как да се определи цената на стойността и кой плаща за стойността. Този ключов компонент на бизнес модела на компанията определя, преди всичко, какъв продукт или услуга ще бъдат създадени, за да се генерират приходи, и начините, по които продуктът или услугата ще бъдат продавани.
Без добре дефиниран модел на приходите и ясен план за това как да се генерират приходи, новите предприятия биха изпитвали затруднения поради разходи, които няма да могат да поддържат. Като има модел на приходите, бизнесът може да се съсредоточи върху целевата аудитория, да финансира плановете за развитие на продукта или услугата, да създаде маркетингови планове, да започне кредитна линия и да набере капитал.

### Електронен пазар
Електронният бизнес може да се осъществява между много голям брой участници на пазара. Той може да бъде между предприятия и потребители, частни лица, публични администрации или всякакви други организации, като например НПО (Неправителствени организации). Тези различни участници на пазара могат да бъдат разделени на 3 основни групи:
- 1) бизнес (Б)
- 2) потребител (В)
- 3) администрация (А)

Всички те могат да бъдат или купувачи, или доставчици на услуги в рамките на пазара. Съществуват девет възможни комбинации за електронни бизнес отношения. В2С и В2В принадлежат към електронната търговия, докато А2В и А2А принадлежат към сектора на електронното правителство, който също е част от електронния бизнес.

### Електронна търговия
Електронната търговия работи с продукти или услуги чрез компютърни мрежи, като например интернет. Тя се основава на технологии като мобилна търговия, електронен трансфер на средства, управление на веригата на доставки, интернет маркетинг, онлайн обработка на трансакции, електронен обмен на данни (EDI), системи за управление на инвентара и автоматизирано събиране на данни.
Съвременната електронна търговия обикновено използва World Wide Web за поне една част от жизнения цикъл на трансакцията, въпреки че може да използва и други технологии, като например електронна поща.
Съществуват различни форми на електронна търговия според това какви са участниците в нея, широко използвани са видовете:
- B2C – бизнес към клиент (business to customer), представител на който са класическите онлайн магазини
- B2B – бизнес към бизнес (business to business), например, когато фирми предоставят софтуерни услуги на други фирми
- C2C – клиент към клиент (customer to customer), където търговията се осъществява между потребители на дадена платформа
- B2G – бизнес към правителство (business to government), където компании предлагат услуги на правителството

### Верига за доставки
С развитието на сектора на електронната търговия, бизнес дейностите стават все по-сложни за координиране, така че ефективността на бизнеса е от решаващо значение за успеха на е-търговията. Добре развитото управление на веригата за доставки е ключов компонент на електронната търговия, тъй като тази индустрията не се фокусира само върху изграждането на подходящ уебсайт, а и върху подходяща инфраструктура, отлично развита стратегия за доставки и т.н.
По дефиниция управлението на веригата на доставки се отнася до управлението на потока от стоки и услуги, както и до всички дейности, свързани с превръщането на суровините в крайни продукти. Целта на бизнеса е да се увеличи добавената стойност за клиентите и да се получи конкурентно предимство пред останалите.
Управлението на веригата на доставките в сектора на електронната търговия се фокусира главно върху производството, доставката на суровини, управлението на търсене и предлагане, дистрибуцията и др. Ефективното управление на тези аспекти в електронната търговия често дава предимство на дружествата да използват нови възможности за максимизиране на печалбата си чрез задоволяване и удовлетворяване на очакванията на клиентите. С добре развитото управление на веригата за доставки, компанията има шанс за по-добър успех чрез формиране на подходящо партньорство и мрежа за доставки, автоматизиране на бизнеса и т.н.
В обобщение ефективното управление на веригата за доставки в сектора на електронната търговия е необходимо поради 3 основни причини:
- осигуряване на високи нива на обслужване и наличност на стоките;
- подтикване на положителни впечатления и отзиви на клиентите и изграждане на репутация на марката;
- ефективност на разходите.

### Отношения с клиенти
Управлението на взаимоотношенията с клиентите (CRM) е стратегия, която се използва за изграждане на взаимоотношения и взаимодействие с клиенти и потенциални клиенти. CRM осигурява по-добро обслужване на клиентите, като позволява на компаниите да анализират своите минали, настоящи и бъдещи клиенти на различни нива. Това е един от елементите, които са от съществено значение за всеки бизнес, включително и за електронната търговия, тъй като позволява на компаниите да се развиват и да успяват.
CRM представлява формиране на връзки между клиентите и компанията. Тази система оказва влияние върху сайтовете за електронна търговия, като се превръща в съществена част от успеха на бизнеса. Интерактивното събиране и разглеждане на данни за клиентите спомага за изграждането на способност за управление на взаимоотношенията на компанията, която след това води до корпоративен успех. Целта на CRM е да се установят печеливши и дългосрочни взаимоотношения с клиентите, като се разберат техните нужди и очаквания. Тази стратегия използва два различни подхода: софтуерни приложения и софтуер като услуга.
CRM за електронна търговия (e-CRM) се фокусира предимно върху преживяванията на клиентите и продажбите, които се извършват онлайн. Повечето софтуери за е-CRM имат възможност да анализират информация за клиентите, модели на продажби, да записват и съхраняват данни, както и показатели на уебсайта, например:
- коефициенти на конверсия,
- коефициент на кликване от страна на клиента,
- избрани абонаменти за електронна поща.

## Опасения
Макар че е писано много за икономическите предимства на интернет търговията, има и доказателства, че някои аспекти от нея, като например картите и услугите, свързани с местоположението, могат да послужат за засилване на икономическото неравенство и цифровото разделение.

### Сигурност
Системите за електронен бизнес естествено са свързани с по-големи рискове за сигурността, отколкото традиционните бизнес системи, защото е-бизнесът е достъпен за много по-голям брой хора чрез интернет. Клиентите, доставчиците, служителите и много други използват ежедневно една или друга система за електронен бизнес и очакват поверителната им информация да остане защитена.
Хакерите са една от най-големите заплахи за сигурността на електронния бизнес. Някои от най-често срещаните проблеми, са свързани със запазване на поверителността и конфиденциалността на информацията за бизнеса и клиентите, автентичността на данните и тяхната цялостност. Част от методите за защита и запазване на сигурността на информацията включват мерки за физическа сигурност, както и съхранение на данни, предаване на данни, антивирусен софтуер, защитни стени, криптиране и други.

### Конфиденциалност
Конфиденциалността е степента, в която предприятията предоставят лична информация на други предприятия и лица. Във всеки бизнес поверителната информация трябва да остане защитена и да бъде достъпна само за получателя, за когото е предназначена. Това обаче става още по-трудно, когато е намесен електронния бизнес. Да се запази такава информация сигурна, означава да се защитят всички електронни записи и файлове от неоторизиран достъп, както и да се осигури безопасно предаване и съхранение на данни. Инструменти за криптиране и защитните стени се грижат за справянето с този специфичен проблем.

### Автентичност
Трансакциите на електронния бизнес представляват по-голямо предизвикателство, поради лекотата, с която електронната информация може да бъде променяна и копирана. И двете страни в трансакцията, биха искали да са сигурни, че всеки е този, за който се представя, особено когато клиентът прави поръчка и след това извършва плащане по електронен път.
Един от най-разпространените начини за гарантирана сигурност е ограничаване на достъпа до мрежата или до доверени страни, чрез използване на технология за виртуална частна мрежа (VPN). Установяването на автентичността е още по-точно, когато се използва комбинация от техники, а тези техники включват проверка на „нещо, което знаете“ (т.е. парола или ПИН), „нещо, от което се нуждаете“ (т.е. кредитна карта), или „нещо, което сте“ (т.е. цифрови подписи или методи за разпознаване на глас).

### Наличност
Този проблем е тясно свързан с клиентите на предприятието, тъй като, при нужда, определена информация трябва да бъде на тяхно разположение. Съобщенията трябва да се доставят надеждно и своевременно, а информацията трябва да се съхранява и извлича според нуждите. Тъй като, наличността на услугата е важна за всички уебсайтове за електронен бизнес, необходимо е да се вземат мерки за предотвратяване на потенциални проблеми с услугата, предизвикани от събития като прекъсване на електрозахранването и повреда на физическата инфраструктура.
Примерите за справяне с такъв тип ситуация, включват архивиране на данни, системи за пожарогасене, системи за непрекъсваемо захранване (UPS), защита от вируси, както и гарантиране на достатъчен капацитет за справяне с изискванията, породени от големия мрежов трафик.

### Структура на разходите
Структурата на разходите на електронните предприятия се различава значително от индустрията, в която оперират. Съществуват две основни категории, които имат общи характеристики. Първата група са изцяло цифровите предприятия, които не предоставят физически продукти или услуги извън цифровия свят. Това включва, например, софтуерни компании, социални мрежи и други. За тях, най-значителните оперативни разходи са за поддръжка на платформата. Това е и едно от основните предимства на този вид бизнес.
Втората група са бизнеси, които предоставят услуги или продукти извън цифровия свят, като например онлайн магазините за електронна търговия. Някои често срещани предимства, в сравнение с традиционните бизнеси, са по-ниските разходи за маркетинг и запаси, както и намалените разходи за заплати, наем и други.

## Предимства и недостатъци

### Предимства
Когато разглеждаме електронния бизнес, има много предимства, които са свързани най-вече с улесняването на операциите. Те включват, внедряването на инструменти за рационализирането на бизнес процесите. Ето някои от тях:
- Лесно създаване – електронният бизнес е лесен за създаване[9], единствените изисквания са софтуер, устройство (смартфон, таблет или компютър) и интернет връзка.
- Гъвкаво работно време – Не съществуват времеви бариери, базирани на локацията в която се намира бизнесът, тъй като интернет е достъпен за всички през цялото време. Вашите продукти и услуги са достъпни за всеки, който има интернет връзка.
- По-евтино от традиционния бизнес – Електронният бизнес е по-евтин от традиционния, като разходите за трансакции са по-ниски.
- Без географски граници – Най-голямото предимство е възможността за географско разширение. Всеки може да поръча каквото и да било, от всяко място, и по всяко време.
- По-ниски нива на складови наличности – Електронният бизнес дава възможност на дружествата да намалят нивото на запасите си чрез цифровизация на активите си. Пример за това са стрийминг платформите[10], които вместо DVD дискове, предлагат онлайн съдържание на живо или на запис.
- По-ниски разходи за маркетинг и продажби – Електронната търговия позволява на участниците в отрасъла да рекламират предлаганите от тях продукти и/или услуги с по-ниски разходи, отколкото ако рекламират бизнеса си физически.

### Недостатъци
Въпреки всички предимства, има и някои недостатъци, които ще разгледаме. Най-често срещаните ограничения на електронния бизнес са:
- Липса на личен контакт – Продуктите не могат да бъдат разгледани или усетени преди окончателната покупка. При традиционния модел имаме по-лично отношение към клиента, докато при електронния бизнес, това, в повечето случаи, не е така.
- Време за доставка – Традиционният бизнес дава възможност за незабавно удовлетворение, тъй като получавате продукта в момента на закупуването му, докато при електронния бизнес това не е възможно. Винаги ще има период на изчакване, преди да получите продукта. Някои търговци оптимизират този аспект и предоставят доставка в рамките на един работен ден.
- Проблеми със сигурността – Като фактор за недоверието на хората към електронния бизнес могат да се посочат измамите. Хакерите могат лесно да получат финансовите и личните данни на клиентите. Някои клиенти все още се затрудняват да се доверят на електронния бизнес поради липсата на сигурност, надеждност и почтеност.